# Mikania obsoleta
Mikania obsoleta là một loài thực vật có hoa trong họ Cúc. Loài này được (Vell.) G.M.Barroso mô tả khoa học đầu tiên năm 1959.